# Saint-Santin-Cantalès
Saint-Santin-Cantalès är en kommun i departementet Cantal i regionen Auvergne-Rhône-Alpes i mitten av Frankrike. Kommunen ligger  i kantonen Laroquebrou som ligger i arrondissementet Aurillac. År 2022 hade Saint-Santin-Cantalès 285 invånare.

## Befolkningsutveckling
Antalet invånare i kommunen Saint-Santin-Cantalès
Referens:INSEE